# 非樂
非樂，是墨子的一個主張。墨子認為作樂會加重人民的負擔，同時耽誤人的工作，因此作樂會影響國家的政治經濟。墨子認為仁者辦事，必定考慮利益天下之事。對人民有利的就要做，對人民不利的就應該停止。非樂記載於墨子書中，原有三篇，惟中、下兩篇已散伕，因此只存有上篇。由於儒家思想提出禮樂，故此墨子在此思想中與儒家大相徑庭。

## 人民三種憂患
墨子認為人民有三種憂患，第一種為飢餓沒有食物、第二種為寒冷的人沒有衣服、第三種為勞動的人無法休息，這三種為人民最大的憂患。但是撞鐘、敲大鼓、彈琴、吹笙等音樂均無助人民得到以上需要。

## 影響男耕女織
小孩和老人無法演奏樂器，因為老人和小孩不夠耳聰目明，而且手腳不夠靈活，因此必定要成年人去做。但是成年人都需要耕種和編織，若國君只顧作樂，就會影響人民的工作。

## 音樂影響國家
墨子先舉出人與動物的不同，例如雀鳥以自己的羽毛作衣服、昆蟲以自己的爪作鞋、他們也可以水草作食物。但人必須以自己的勞力來生活。君子不治理國家政治則亂，卑下的人不工作則財力不足。隨後墨子又舉出各人之分內事，例如王公大人早朝晚退、士君子需要治理官府、農夫需早出晚歸辛勤耕作、婦女則需早起晚睡地編織衣布。若各人只顧著聽音樂、演奏歌曲，則會造成不事生產、國家混亂。最後墨子更狠批，音樂會使人荒廢國家政事。